# Maximilien-Frédéric de Königsegg-Rothenfels
Maximilien-Frédéric, comte impérial de Königsegg-Rot(h)enfels (né le 13 mai 1708 à Cologne et mort le 15 avril 1784 à Bonn) est de 1761 à 1784 l'archevêque de Cologne et donc électeur du Saint-Empire romain germanique et archichancelier de la nation italienne. Il est aussi prince-évêque de Münster. À son époque, il mit en œuvre par des ministres compétents tels que Caspar Anton von Belderbusch pour l'électorat de Cologne, Franz von Fürstenberg dans la principauté épiscopale de Münster ou Franz Wilhelm von Spiegel, sénéchal du duché de Westphalie, d'importantes réformes dans le sens de l'illumination catholique. Il a été le premier patron du musicien Ludwig van Beethoven.

## Famille
Maximilien-Frédéric est issu de la famille noble souabe de Königsegg. Ses parents sont le comte Albert-Eusèbe-François de Königsegg-Rothenfels et Marie-Claire-Félicité, comtesse de Manderscheid-Blankenheim. Son père est à l'origine entré dans la vie spirituelle et est propriétaire de divers prébendes jusqu'à ce qu'il les abandonne pour se marier. 
L'un des frères de Maximilien-Frédéric est Joseph-Marie-Sigismond, futur doyen de la cathédrale à Cologne. Son frère Christian est maréchal impérial et Landkomtur de l'ordre allemand en Alsace-Lorraine. Hugo-François-Sigismond est l'héritier du comté. Albert-Eusèbe-François est premier chanoine à Strasbourg jusqu'à son mariage. Après cela, il dépend, entre autres, du président de chambre de la cour impériale et du ministre d'État néerlandais. Une sœur est religieuse à l'abbaye impériale de Thorn. Une autre nommée Anne-Wilhelmine-Marie est abbesse de Sainte-Ursule à Cologne. Son oncle est le maréchal Joseph Lothar von Königsegg-Rothenfels.

## Premières années
Destiné tôt par la famille pour le statut spirituel, il fréquente les écoles jésuites de Strasbourg et de Cologne où il étudie la philosophie. À Ellingen et Altötting, il étudie la théologie. Il fréquente également des universités étrangères. Il obtient son diplôme de docteur en philosophie après ses études. 
Maximilien-Frédéric est domicellarius à Cologne le 3 janvier 1725. Depuis 1731, il est également chanoine à Strasbourg. Là, il atteint la position du chambellan de la cathédrale. Avec la permission du pape, il conserve son siège au chapitre de la cathédrale même après son élection à l'évêque. Il est également chanoine à Saint-Géréon à Cologne où, en 1763, il est également élu prévôt. Déjà depuis 1756, il est coadjuteur du prévôt. La même année, il est ordonné prêtre. Le chapitre de la cathédrale de Cologne l'a choisi le 22 avril 1756 comme successeur de son frère aîné au titre de doyen de la cathédrale . 

## Élection au titre d'évêque
Le 6 avril 1761, à l’époque de la guerre de Sept Ans, il est élu à l’unanimité archevêque de Cologne et du nonce de Cologne, Cesare Alberico Lucini. Il est consacré évêque à la Hofkapelle de Bonn le 17 août 1761. Il est choisi pour son jugement politique et son expérience. 
Les contemporains le décrient comme un homme pas sans talent qui a des principes solides, un jugement sûr mais qui est aussi une personne pieuse et aimable. Cependant, sa volonté est plutôt faible. Il n'est pas en mesure de contrecarrer efficacement la frivolité et la négligence morale du tribunal de Bonn. En particulier, il ne réussit pas, dans les années qui suivirent, à s'attaquer à la vie scandaleuse de sa grande-nièce, Franziska von Taxis. Apparemment parce qu'il connait ses faiblesses, il laisse la politique à des gens plus appropriés. En tant qu'archevêque, il laisse le gouvernement de l'État en grande partie au Premier ministre Caspar Anton von Belderbusch. 
En 1762, il doit son élection au titre de prince-évêque de Münster aux États généraux et à la comtesse Louise von Galen. Aussi l'attitude bienveillante du roi George III. et Frédéric II a joué un rôle. Caspar Ferdinand Droste zu Füchten est l’un des adversaires vaincus aux côtés de ses fils princes étrangers. La capitulation électorale prévoit la destruction des forteresses de la principauté épiscopale et la construction d'un palais résidentiel. Il laisse le gouvernement à Franz von Furstenberg. Maximilien-Frédéric n’a probablement jamais visité son deuxième évêché à Münster en près de 22 ans de son mandat d’évêque de Münster. Sa tentative d'assumer le poste de prince-évêque à Paderborn échoue à cause de la résistance de la France. Du pape Clément XIII. il est chargé en 1765 de l'administration spirituelle du diocèse d'Osnabrück . 

## Politique intérieure

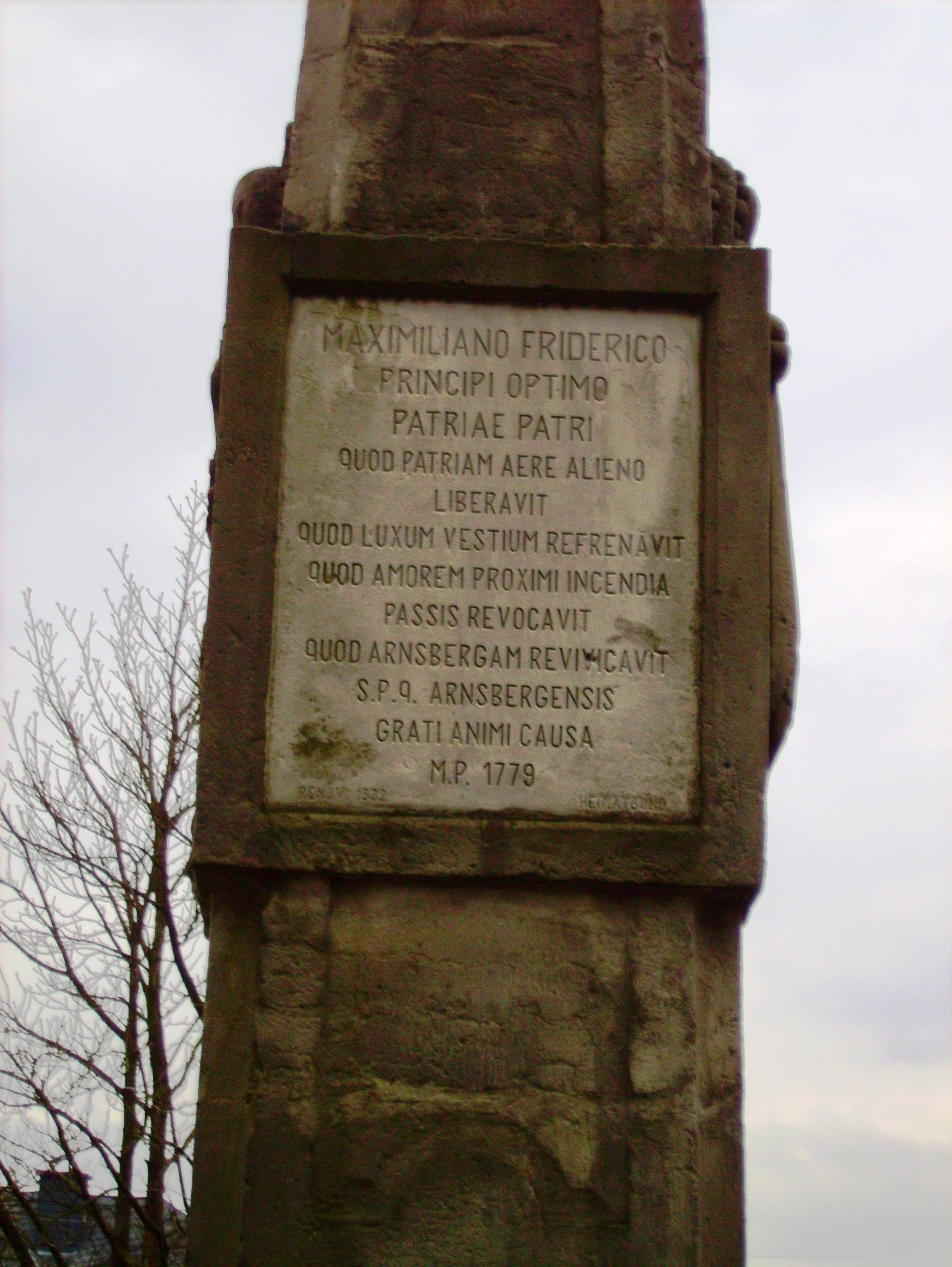
Nouvelle inscription sur le Maximilianbrunnen à Arnsberg en l'honneur de Maximilien-Frédéric. Traduction du latin: Maximilien-Frédéric, le meilleur prince, le père de la patrie, car il a libéré la patrie de la dette parce qu'il a isolé le luxe des vêtements, parce qu'il a suscité la charité contre les brûlés, parce qu'il a ramené Arnsberg à la vie Avec dévouement dédié aux habitants d'Arnsberg.

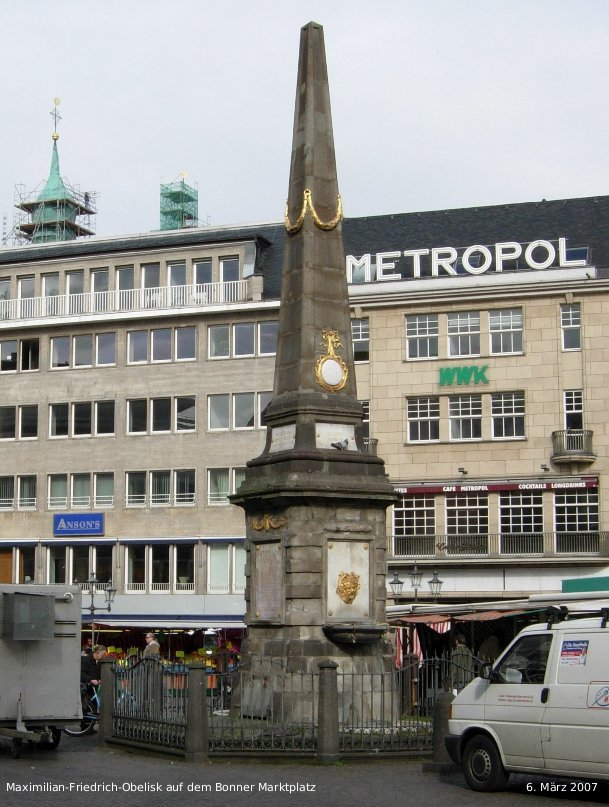
Monument de Maximilien -Frédéric de 1777 sur la place du marché à Bonn

Contrairement au prédécesseur somptueux Clément-Auguste de Bavière, le temps de Maximilien-Frédéric est marqué par l'austérité. 
Dirigée par le Premier ministre Belderbusch à l'époque de Maximilien-Frédéric, elle parvient jusqu'en 1780 à améliorer les finances publiques de l'électorat. La politique économique s'inscrit dans le contexte du mercantilisme de l'électorat. Le commerce et l'exploitation minière sont quelque peu négligés en faveur des usines fondatrices. En 1772/73, les règlements de pays de l'électorat sont publiés. 
Dans la principauté épiscopale de Münster, une politique similaire est appliquée. Cependant, la mise en œuvre des réformes est opposée par les domaines de l'État et le chapitre de la cathédrale. Ainsi, bien qu’une taxe électorale n'est pas imposée, des taxes indirectes sont mises en place pour lutter contre la dette. L'effort de promotion de l'économie a moins de succès. 
Dans le duché de Westphalie, Franz Wilhelm von Spiegel joue un rôle important dans le sens des Lumières sous le règne de Maximilien-Frédéric. Ainsi, entre autres une taxe d'entrée est annoncée en 1767 ou une réforme est introduite en 1769. Conformément aux Lumières catholiques de 1769, les processions de l'église sont limitées. La même année, comme dans l'électorat, le nombre de jours fériés est limité. Pour mettre en œuvre une résolution des domaines Maximilien-Frédéric décrète 1778 la création d'une compagnie d'assurance incendie pour le duché. Par un décret, il tente en 1782 de contrecarrer les prélèvements excessifs des agriculteurs et de Köttern sur les propriétaires. 

## Politique sociale et éducative
À l’époque de Maximilien-Frédéric, d’importantes institutions de politique sociale sont créées. Cela inclut la création de la commission des pauvres à Bonn en 1774, la création du Conseil médical de l'électorat en 1779 et du Collège médical de Münster en 1777. Le système éducatif est également fortement encouragé. Celles-ci comprennent notamment la création des académies et des universités de Bonn et de Münster. Dans la principauté épiscopale de Münster et dans le duché de Westphalie, le Gymnasialwesen est également fortement promu. Le lycée Laurentianum à Arnsberg est transformé en institut pédagogique. En 1781, une commission scolaire pour le duché est créée. 
Les concessions de Fürstbischöflich existent depuis 1763 à Münster sous la forme d’une feuille de renseignement. La feuille de renseignements sur Arnsberg a suivi en 1766 et à Bonn, un tel journal est publié à partir de 1772. Là, un "Théâtre national" de langue allemande est fondé en 1778. 

## Politique de l'Église
Maximilien-Frédéric prend ses obligations religieuses au sérieux. En matière de politique d'Église, il suit un épiscopalisme modéré. Il y a certainement des influences du fébronianisme à son époque. À la suite de divers conflits avec la curie ou le nonce papal en 1769, les électeurs religieux de Cologne, de Trèves et de Mayence se sont réunis. Ce soi-disant "Congrès de Coblence" adopte le "Koblenzer Gravamina". "Ils ont invoqué les décisions des conseils de Bâle et de Constance et nié le droit de la nonciature d'intervenir dans les droits épiscopaux, ont exigé que le pape renonce à de nombreux droits revendiqués et annule les nononciatures. L'avance échoue en raison du manque de soutien impérial. En 1774, Maximilien-Frédéric fait également du défenseur du fébronianisme Hedderich un conseiller politique de l'Église et lui  confie également la responsabilité de la censure. 

## Politique extérieure
En matière de politique étrangère, l’électeur tente d’éviter une décision en Prusse ou en Autriche. Il approche plutôt les états généraux. Fürstenberg, en particulier, poursuit cette politique pour la principauté épiscopale de Münster. Par rapport à la France, l'électeur fait face à la résistance française à son élection à Paderborn. Les relations plutôt faibles avec l'Autriche se sont améliorées lorsque Belderbusch a demandé à l'archiduc Maximilien-François d'Autriche d'être nommé coadjuteur à Cologne. Cette approche signifie une nette différence par rapport à la politique de neutralité de Fürstenberg à Münster. 

## Construction

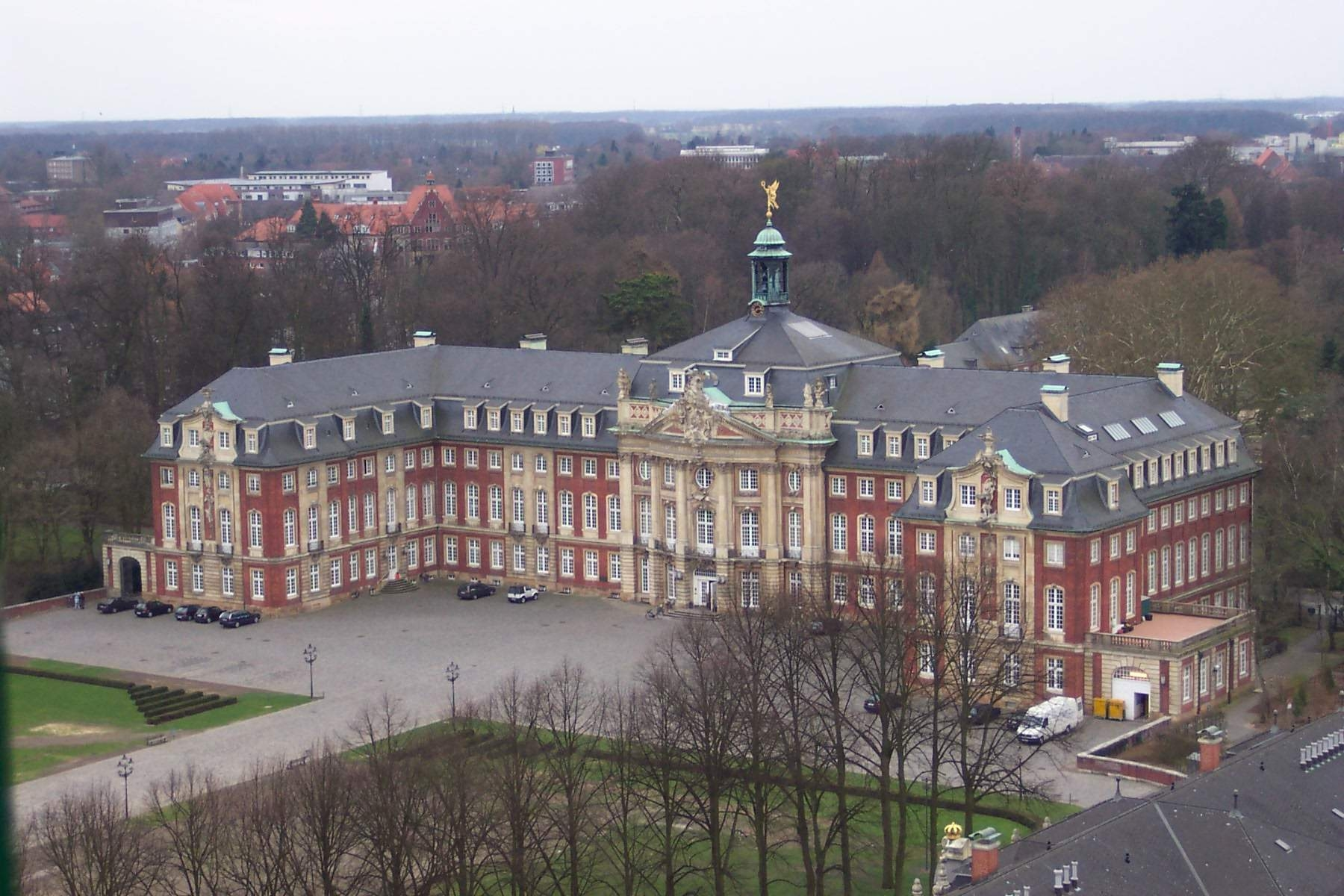
Château du prince-évêque de Münster

En plus de la poursuite des travaux d'intérieur du château de Brühl, Maximilien-Frédéric peut être considéré comme l'exécuteur du palais électoral de Bonn. 
Sous son mandat de prince-évêque de Münster, le canal de Münster, qui a été commencé par son prédécesseur Clément-Auguste de Bavière, continue sa construction de Clemenshafen (Neuenkirchen) à Maxhafen (Wettringen). 
Comme annoncé lors de la capitulation électorale, les fortifications de Münster, Warendorf, Meppen et Vechta sont démolies. À Münster, la promenade encore existante est créée sur le site des remparts. 
À Münster est construit entre 1767 et 1773 par Johann Conrad Schlaun, le château-fort de la résidence du prince-évêque. Dans le duché de Westphalie, un pénitencier et le Maximilianbrunnen, sont construits à son époque à partir des pierres des bâtiments détruits du palais électoral lors de la guerre de Sept Ans. 

## Vie privée
Son intérêt pour les activités gouvernementales diminue avec l'âge, ce qui conduit plus tard à l'évaluation péjorative de son règne. Il entretient une relation avec la danseuse Isabella Barbieri à un âge avancé. 
Maximilien-Frédéric est enterré devant la chapelle des Trois Rois dans la cathédrale de Cologne. Une peinture à l'huile de Maximilien-Frédéric est exposée au château d'Aulendorf, l'ancien siège du Königsegger. 